# Manuela (film, 1957)
Pour les articles homonymes, voir Manuela.
Pour plus de détails, voir Fiche technique et Distribution.
Manuela est un film dramatique britannique réalisé par Guy Hamilton et sorti en 1957.
Il a été projeté en compétition à la Berlinale 1957 et, en 1958, Trevor Howard a été nommé pour le BAFTA du meilleur acteur britannique.

## Synopsis
James Prothero est le capitaine désabusé, alcoolique et désillusionné d'un navire qui doit quitter l'Amérique du Sud pour l'Angleterre. Aussi, lorsque son premier officier Mario fait monter à bord Manuela, une passagère clandestine, il l'informe sévèrement qu'elle sera débarquée du navire à la première occasion. Mais Prothero ne tarde pas à succomber aux charmes de la belle passagère.

## Fiche technique
- Titre français : Au-delà de l'oubli[1],[2]
- Titre original italien : Más allá del olvido[3],[4]
- Réalisation : Hugo del Carril
- Scénario : Ivan Foxwell, Guy Hamilton, William Woods
- Photographie : Otto Heller
- Montage : Alan Osbiston
- Musique : William Alwyn
- Costumes : Beatrice Dawson
- Production : Ivan Foxwell
- Sociétés de production : Ivan Foxwell Productions
- Format : Noir et blanc - 1,75:1 - Son mono - 35 mm
- Pays de production :  Royaume-Uni
- Langue originale : anglais britannique
- Genre : drame
- Durée : 87 minutes
- Dates de sortie : 
  - Allemagne de l'Ouest : juin 1957 (Berlinale 1957)
  - Royaume-Uni : 18 juillet 1957
  - France : 3 janvier 1958

## Distribution
- Trevor Howard : James Prothero
- Elsa Martinelli : Manuela Hunt
- Pedro Armendáriz : Mario Constanza
- Donald Pleasence : Evans
- Warren Mitchell : Moss
- Jack MacGowran : Tommy
- Harcourt Curacao : Wellington Jones
- Barry Lowe : Murphy
- John Rae (en) : Ferguson
- Harold Kasket : Pereira
- Leslie Weston : Bleloch
- Max Butterfield : Bliss